# Liste der Monuments historiques in Saint-Lambert-et-Mont-de-Jeux
Die Liste der Monuments historiques in Saint-Lambert-et-Mont-de-Jeux führt die Monuments historiques in der französischen Gemeinde Saint-Lambert-et-Mont-de-Jeux auf.

## Liste der Immobilien
| Bezeichnung             | Beschreibung                                                                            | Standort                                 | Kennzeichnung | Schutzstatus | Datum | Bild           |
| ----------------------- | --------------------------------------------------------------------------------------- | ---------------------------------------- | ------------- | ------------ | ----- | -------------- |
| Château de Mont-de-Jeux | Schloss, 1660 erbaut, 1940 fast vollständig zerstört; Portal, Ende des 18. Jahrhunderts | Mont-de-Jeux, 19 rue André Dhôtel (Lage) | PA00135302    | Inscrit      | 1995  | weitere Bilder |